# Ateloglossa algens
Ateloglossa algens là một loài ruồi trong họ Tachinidae.